# Afa
Afa là một xã trong vùng hành chính Corse, thuộc tỉnh Corse-du-Sud, quận Ajaccio (quận), tổng Ajaccio-7. Afa nằm trên độ cao trung bình là 110 mét trên mực nước biển, có điểm thấp nhất là 36 mét và điểm cao nhất là 682 mét. Xã có diện tích 11,84 km², dân số vào thời điểm 1999 là 2.055 người; mật độ dân số là 173 người/km².

## Thông tin nhân khẩu
| 1962 | 1968 | 1975 | 1982  | 1990  | 1999  |
| ---- | ---- | ---- | ----- | ----- | ----- |
| 435  | 474  | 667  | 1.102 | 1.726 | 2.055 |